# Catharsius severini
Catharsius severini är en skalbaggsart som beskrevs av Gillet 1907. Catharsius severini ingår i släktet Catharsius och familjen bladhorningar. Inga underarter finns listade.